# 矢村貴子
矢村 貴子（やむら たかこ、1970年10月3日 - ）は、東京都出身のラジオパーソナリティ。

## 来歴・人物
日本大学文理学部卒業。趣味はブラジル音楽鑑賞、ライブ鑑賞。

## 出演番組
- Ride on music!（TBSラジオ、1998年10月 - 2002年3月）
- タンポポ編集部 OH-SO-RO!（TBSラジオ、2000年10月 - 2003年9月）「恥言のお姉さん」担当
- B-JUNK（TBSラジオ、2002年4月 - 2005年4月）
- NISSANブルーバードときめきステーション
- THEMUSICPLANETS
- much ado noon （JFN）